# Titularbistum Siccenna
Siccenna ist ein Titularbistum der römisch-katholischen Kirche.
Es geht zurück auf einen untergegangenen Bischofssitz in der gleichnamigen antiken Stadt, die in der römischen Provinz Africa proconsularis (heute nördliches Tunesien) lag. Der Bischofssitz war der Kirchenprovinz Karthago zugeordnet.
| Titularbischöfe von Siccenna |                                             |                                                      |                   |                  |
| Nr.                          | Name                                        | Amt                                                  | von               | bis              |
| 1                            | Fortunato Zoppas                            | emeritierter Bischof von Nocera de’ Pagani (Italien) | 25. November 1964 | 5. August 1969   |
| 2                            | Alois Wagner Titularerzbischof pro hac vice | Weihbischof in Linz (Österreich) Kurienerzbischof    | 1. September 1969 | 26. Februar 2002 |
| 3                            | Earl Alfred Boyea                           | Weihbischof in Detroit (USA)                         | 22. Juli 2002     | 27. Februar 2008 |
| 4                            | Taras Senkiw OM                             | Weihbischof in Stryj (Ukraine)                       | 22. Mai 2008      | 2. April 2014    |
| 5                            | Joseph Koerber CSSp                         | Apostolischer Vikar von Makokou (Gabun)              | 11. Juli 2014     |                  |